# Бигуља
Бигуља (фр. Biguglia) насеље је и општина у Француској у региону Корзика, у департману Горња Корзика која припада префектури Бастија.
По подацима из 2011. године у општини је живело 7.322 становника, а густина насељености је износила 328,78 становника/km². Општина се простире на површини од 22,27 km². Налази се на средњој надморској висини од 270 метара (максималној 665 m, а минималној 0 m).

## Демографија
| 1962. | 1968. | 1975. | 1982. | 1990. | 1999. | 2011. |
| ----- | ----- | ----- | ----- | ----- | ----- | ----- |
| 538   | 905   | 1.761 | 2.812 | 4.073 | 5.018 | 7.322 |

График промене броја становника у току последњих година